# نيكولاس تينبرخن
نيكولاس تينبرخن (بالهولندية: Nikolaas «Niko» Tinbergen)‏ هو عالم سلوك حيواني وعالم طيور هولندي (15 أبريل 1907 – 21 ديسمبر 1988). حائز على جائزة نوبل في الطب أو الفيزيولوجيا عام 1973 مشاركة مع كل من لورنتس وفون فريش لاكتشافاتهم المتعلقة بأنماط السلوك الإجتماعي عند الحيوانات.
ولد تينبرخن في لاهاي بهولندا، وكان من أشقائه البارزين كل من يان تينبرخن، الحائز على جائزة البنك السويدي التذكارية في العلوم الاقتصادية في دورتها الأولى، وعالم البيئة والطيور لوك تينبرخن، الذي انتحر سنة 1955 عن عمر يناهز التاسعة والثلاثين.
بدأ اهتمام تينبرخن بالطبيعة منذ صباه، فدرس علم الأحياء في جامعة ليدن، ووقع في أسر النازيين أثناء الحرب العالمية الثانية، وقد تسببت هذه التجربة المريرة في شرخ في علاقته بشريكه النمساوي في أبحاثه (وشريكه في جائزة نوبل فيما بعد) كونراد لورنتس، غير أن هذا الشرخ زال بعد سنوات عديدة وعادت المياه إلى مجاريها بين العالِمين.
انتقل تينبرخن عقب الحرب العالمية الثانية إلى إنجلترا، حيث عمل بالتدريس في جامعة أكسفورد، وكان من بين تلاميذه البارزين في أكسفورد كل من ريتشارد دوكنز، وماريان دوكنز، ودزموند موريس، وأيان دوغلاس هاملتون.
تزوج تينبرخن من إليزابيث روتن وأنجبا خمسة أبناء، وتوفي في منزله بمدينة أكسفورد في 21 ديسمبر 1988 متأثراً بسكتة دماغية أصابته. وقد عانى تينبرخن في أخرى ات حياته من الاكتئاب المرضي ـ حتى أنه خشي أن ينتحر كأخيه الأصغر لوك ـ وتولى علاجه صديقه الطبيب النفسي جون باولبي

## روابط خارجية
- نيكولاس تينبرغن على موقع الموسوعة البريطانية (الإنجليزية)
- نيكولاس تينبرغن على موقع مونزينجر (الألمانية)
- نيكولاس تينبرغن على موقع إن إن دي بي (الإنجليزية)